# Ignacio Agramonte
Ignacio Agramonte Loynaz, soprannominato Washington cubano (Puerto Príncipe, 23 dicembre 1841 – Jimaguayú, 11 maggio 1873), è stato un patriota cubano.

## Biografia
È stato la figura più brillante della prima rivoluzione di Cuba del 1868; redasse la prima costituzione della repubblica. Morì combattendo gli spagnoli nello scontro di Jimaguayú.
Fu membro della Massoneria.